# جورج كلينتون (كاتب)
جورج كلينتون (بالإنجليزية: George Clinton) (و. 1941  م) هو مغني، وموسيقي، وكاتب أغاني، ومنتج أسطوانات، وموزع (موسيقى)، وملحن، وعازف قيثارة، ومنتج بضائع، من الولايات المتحدة، ولد في كانابوليس.

## التعليم
تعلم في The Hill School ‏.

## وصلات خارجية
- جورج كلينتون على موقع IMDb (الإنجليزية)
- جورج كلينتون على موقع الموسوعة البريطانية (الإنجليزية)
- جورج كلينتون على موقع ميوزك برينز (الإنجليزية)
- جورج كلينتون على موقع رولينغ ستون (الإنجليزية)
- جورج كلينتون على موقع إن إن دي بي (الإنجليزية)
- جورج كلينتون على موقع أول ميوزيك (الإنجليزية)
- جورج كلينتون على موقع ديسكوغز (الإنجليزية)
- جورج كلينتون على موقع قاعدة بيانات الفيلم (الإنجليزية)